# Contea di Liberty (Georgia)
La contea di Liberty (in inglese Liberty County) è una contea dello Stato della Georgia, negli Stati Uniti. La popolazione al censimento del 2000 era di 61 610 abitanti. Il capoluogo di contea è Hinesville.